# Ligne de Narbonne à Bize
La ligne de Narbonne à Bize est une ligne de chemin de fer française non électrifiée à écartement standard et à voie unique de la région Occitanie.

## Présentation
Antenne de la ligne de Bordeaux à Sète, la ligne de Narbonne à Bize, qui constitue aujourd'hui la ligne numéro 734 000 du réseau ferré national, a été ouverte en 1887 par la Compagnie des chemins de fer du Midi et du Canal latéral à la Garonne.
Comme beaucoup de lignes secondaires en France, le trafic voyageur fut supprimé à la veille de la Seconde Guerre mondiale, en 1939.
Depuis cette date, la ligne ne sert plus qu'au trafic marchandise. Elle possède d'ailleurs plusieurs "embranchements particuliers" pour desservir les usines concernées. Certaines sections (viaduc sur l'Aude et premiers kilomètres de la ligne notamment) ont d'ailleurs été récemment rénovées, tandis que la majeure partie de la voie est constituée du rail double champignon d'origine Midi.
Entre 1983 et 2004, l'Autorail touristique du Minervois a emprunté la ligne.
Depuis 2014, le tétrafluorure d'uranium produit à l'usine Orano Malvési est expédié à Pierrelatte par le train. En 2017, un train de 320 tonnes d'uranium est expédié chaque semaine.
Aujourd'hui la ligne n'est exploitée que jusqu'à l'usine Orano Malvési,. Le reste de la ligne, dont une partie était utilisée par l'usine de béton CMSE à côté de Mirepeisset, a été neutralisé pour cause de mauvais état de la voie. Entre cette usine et Bize-Minervois, des infrastructures telles que les passages-à-niveau de la ligne ont été retirés. Les voies de l'ancienne gare de Bize-Minervois ont été déposées lors de l’hiver 2010-2011 et un quartier résidentiel a été construit à leur place depuis.

## Histoire
La ligne est concédée à la Compagnie des chemins de fer du Midi et du Canal latéral à la Garonne par une convention signée le 14 décembre 1875 entre le ministre des Travaux Publics et la compagnie. Cette convention est approuvée à la même date par une loi qui déclare la ligne d'utilité publique à titre d'intérêt général.
Elle a été mise en service le 4 juillet 1887.
La loi du 17 juillet 1879 (dite plan Freycinet) portant classement de 181 lignes de chemin de fer dans le réseau des chemins de fer d’intérêt général retient en no 160, une ligne de « La Bastide-Rouairoux (Tarn) à Bize (Aude) ». Ce prolongement n'a jamais été réalisé.